# Joseph Napolitan
Joseph Napolitan (6 de marzo de 1929 - 2 de diciembre de 2013) fue un consultor político estadounidense que trabajó como consultor general en más de 100 campañas políticas en los Estados Unidos y en muchas otras en todo el mundo. Napolitan se desempeñó en la campaña Kennedy a la Presidencia de 1960, fue director de Medios de la campaña de Hubert Humphrey de 1968, y recibió la Legión de Honor de Francia en 2005. Murió el 2 de diciembre de 2013 a la edad de 84 años.
A Napolitan se le atribuyó haber acuñado el término "consultor político" para describir a los profesionales políticos contratados para brindar asesoramiento a diferentes campañas políticas, a menudo al mismo tiempo. Napolitan fue el fundador y primer presidente de la Asociación Americana de Consultores Políticos . Es cofundador de la Asociación Internacional de Consultores Políticos, con el francés Michel Bongrand. Napolitan también fue CEO de Napolitan & Asociados en Springfield, Massachusetts . 

## Otras lecturas
- Napolitan, Joseph. 1972. El Juego de Elección y Cómo Ganarlo. Garden City, NY: Doubleday & Company.

- Datos: Q4312990